# Phytomyptera aurantia
Phytomyptera aurantia är en tvåvingeart som beskrevs av Barraclough 1985. Phytomyptera aurantia ingår i släktet Phytomyptera och familjen parasitflugor. Inga underarter finns listade i Catalogue of Life.